# GMAT
GMAT (tiếng Anh là: Graduate Management Admission Test) được phát âm là G-mat /ˈdʒiːmæt/) là bài thi linh hoạt được tiêu chuẩn hóa thực hiện trên máy tính với toán và tiếng Anh để đánh giá khả năng bẩm sinh thành công trong lĩnh vực học thuật bậc trên đại học.Các trường về kinh tế thường sử dụng bài kiểm tra này như là một trong nhiều tiêu chí lựa chọn đầu vào cho chương trình quản trị kinh doanh bậc trên đại học (như là: MBA, Master of Administration,ect.) chủ yếu là ở Mĩ và cả một số nước nói tiếng Anh khác nữa. Bài thi được gửi qua đường máy tính đến các địa điểm trên toàn thế giới.Ở những địa điểm quốc tế, nơi chưa thiết lập mạng máy tính, bài thi GMAT hoặc được thực hiện trên máy tính tại chỗ với một bảng câu hỏi giới hạn hay là được thực hiện trên giấy (được thực hiện 1 hoặc 2 lần 1 năm) ở những địa điểm thi tại nơi đó.Như vào tháng 12 năm 2009,lệ phí thi là 250 đô la Mĩ trên toàn cầu.

## Bài thi
Bài thi đánh giá các kĩ năng về ngôn ngữ, toán, viết phân tích, đây là những điều các thí sinh cần phải nâng cao không ngừng trong quá trình học tập và làm việc. Người thi lần lượt trả lời các câu hỏi ở cả ba phần, và thường có 2 lần nghỉ không bắt buộc; nói chung bài thi diễn ra trong 4 giờ đồng hồ.
Điểm có giá trị trong vòng 5 năm (như trong phần lớn quy chế) kể từ ngày làm bài thi cho tới khi trúng tuyển (có nghĩa là được chấp nhận, không tính cho đến ngày nộp đơn).
Điểm tối đa có thể đạt được trong bài thi là 800. Trong 3 năm tính đến tháng 10 năm 2009, số điểm trung bình là 538.5.
Phần đánh giá viết phân tích (Analytical Writing Assessment – AWA) là phần thi đầu tiên. Tiếp đó là phần thi toán và ngôn ngữ theo tùy chọn.

### Viết Phân tích
Đánh giá khả năng viết phân tích là phần bài thi gồm 2 tiểu luận. Ở bài đầu tiên thí sinh phải phân tích 1 đề lập luận và ở bài thứ 2 là phân tích 1 đề tài. Mỗi bài tiểu luận chỉ được phép viết trong 30 phút và được cho điểm trong khoảng từ 0 đến 6.Bài viết sẽ do 2 người đọc và lần lượt 2 người sẽ chấm điểm từ 0 đến 6 và được làm tròn đến 0.5,điểm trung bình đạt được là 4.1.Nếu số điểm giữa 2 người chấm chênh 1 điểm, họ sẽ cộng tổng rồi chia trung bình, nếu sự khác biệt vượt quá 1 điểm bài thi sẽ được chuyển cho người thứ 3.
Người đọc đầu tiên là IntelliMetric, 1 chương trình máy tính đặc biệt được phát triển bởi Vantage Learning,chương trình này phân tích được lối viết và cú pháp của hơn 50 đặc điểm ngôn ngữ và cấu trúc. Người đọc thứ 2 và thứ 3 là những người sẽ đánh giá về chất lượng suy nghĩ, ý tưởng và năng lực tổ chức, phát triển và thể hiện ý kiến của người viết cùng với sự ủng hộ tương ứng.Trong khi chuyên gia về Viết Tiếng Anh chấm điểm thì có xuất hiện những lỗi nhỏ, và những người đánh giá thì đã được tập huấn để thông cảm hơn với thí sinh không sử dụng tiếng Anh là ngôn ngữ chính.
Mỗi bài tiểu luận trong phần viết phân tích đều được chấm trên 1 thang điểm từ 0 (tối thiểu) đến 6 (tối đa).
- 0 Bài tiểu luận hoàn toàn không thể đọc được hoặc viết không đúng với chủ đề đã cho.
- 1 Bài tiểu luận vô cùng sơ sài.
- 2 Bài tiểu luận bị hỏng nghiêm trọng
- 3 Bài tiểu luận nghèo nàn, hạn chế nghiêm trọng
- 4 Bài tiểu luận chỉ đầy đủ nội dung.
- 5 Bài tiểu luận có lập luận tốt.
- 6 Bài tiểu luận xuất sắc.

### Phần toán
Phần thi toán bao gồm 37 câu hỏi có nhiều lựa chọn, phải hoàn thành trong khoảng thời gian 75 phút. Có hai loại câu hỏi: giải quyết vấn đề và hoàn chỉnh dữ liệu. Điểm của phần thi này là từ 0 đến 60. Trong hơn 3 năm tính đến tháng 9 năm 2009, số điểm trung bình là 35.8; số điểm trên 50 và dưới 7 rất hiếm.

#### Giải quyết vấn đề
Bài thi này đánh giá khả năng suy luận của thí sinh. Các câu hỏi giải quyết vấn đề có nhiều sự lựa chọn nằm trong các lĩnh vực: số học, lượng giác cơ bản và hình học sơ cấp. Nhiệm vụ của thí sinh là giải quyết vấn đề và tìm ra đáp án đúng giữa 5 sự lựa chọn khác nhau. Một số câu hỏi phải dùng tới máy tính để tính toán. Phần còn lại đưa ra những vấn đề đời thực mà cần đến giải pháp toán học.
Con số: Tất cả các con số được sử dụng đều là số thực.
Giá trị: Các câu đố và giá trị kèm theo câu hỏi với mục đích cung cấp các thông tin hữu ích để giải đáp được các câu hỏi.

#### Hoàn chỉnh dữ liệu
Bài thi này kiểm tra khả năng suy luận qua việc sử dụng những hướng dẫn không thông thường. Thí sinh được ra 1 câu hỏi với 2 dữ liệu cung cấp thông tin có thể hữu dụng cho việc trả lời câu hỏi. Sau đó thí sinh phải quyết định duy nhất 1 dữ liệu là đầy đủ thông tin để trả lời câu hỏi hay cả hai đều cần mới có thể trả lời câu hỏi hoặc chưa đầy đủ thông tin để trả lời câu hỏi.
Hoàn chỉnh dữ liệu là dạng câu hỏi toán duy nhất được tạo riêng cho GMAT

### Phần ngôn ngữ
Phần ngôn ngữ gồm 41 câu hỏi trắc nghiệm diễn ra trong 75 phút.Có 3 dạng câu hỏi là: sửa câu, lý luận phân tích và đọc hiểu. Phần ngôn ngữ được chấm điểm từ 0 đến 60. Trong vòng hơn 3 năm tính đến tháng 10/2009,số điểm trung bình là 28; số điểm trên 44 và dưới 9 rất hiếm.

#### Sửa câu
Phần sửa câu đánh giá về ngữ pháp, cách dùng và phong cách của tiếng Anh – Mĩ của người thi. Trong phần sửa câu sẽ có các câu văn bị gạch dưới một phần hoặc toàn bộ câu đó kèm theo 5 đáp án. Lựa chọn trả lời đầu tiên chính xác như cụm từ bị gạch chân trong câu. 4 sự lựa chọn còn lại chứa những cụm từ không phù hợp với phần gạch chân. Người làm bài thi được hướng dẫn chọn câu trả lời đầu tiên nếu không có lỗi về cụm trong câu. Nếu có lỗi ở cụm gốc trong câu, người thi sẽ được hướng dẫn chọn đáp án tối ưu trong 4 đáp án còn lại.
Các câu hỏi của phần sửa câu được thiết kế để đánh giá trình độ của người làm bài về 3 mặt: biểu hiện chính xác, biểu hiện hiệu quả và đúng ngôn pháp. Biểu hiện chính xác dùng để chỉ ngữ pháp và cấu trúc của câu. Biểu hiện hiệu quả đề cập đến sự rõ ràng và sự giản lược dùng để thể hiện ý tưởng. Đúng ngôn pháp đề cập đến sự phù hợp và chính xác của các từ được lựa chọn tham khảo ý nghĩa từ điển các từ và ngữ cảnh mà trong đó các từ được trình bày.

#### Lý luận phân tích
Bài kiểm tra này dung để đánh giá tư duy logic. Phần tư duy phê phán đưa ra 1 lập luận và người làm bài sẽ phải phân tích lập luận đó. Các câu hỏi có thể yêu cầu người làm bài phải đưa ra kết luận, để xác định các giả định hoặc chỉ ra các điểm mạnh yếu của lập luận.Thường có dạng 1 báo cáo ngắn hoặc 1 lập luận và yêu cầu đánh giá về nội dung và hình thức. Các câu hỏi dạng này yêu cầu thí sinh phân tích và đánh giá lý luận trong các đoạn văn ngắn hay các phần. Đối với một số câu hỏi tất cả các lựa chọn trả lời để có thể là câu trả lời cho câu hỏi được đưa ra. Thí sinh nên lựa chọn câu trả lời phù hợp nhất, không đưa ra giả định vi phạm các tiêu chẩn phổ biến như: không đáng tin, dư thừa, không thích hợp hoặc không phù hợp.

#### Đọc hiểu
Bài thi này giúp đánh giá khả năng đọc hiểu phân tích. Các câu hỏi đọc hiểu liên quan đến đoạn văn mà bạn được cung cấp. Đoạn văn đó có thể về mọi thứ, và các câu hỏi thường để đánh giá người làm bài hiểu đoạn văn và thông tin trong đoan văn đó đến đâu. Như tên của bài thi này, bài thi sẽ đánh giá khả năng hiểu đại ý và cấu trúc logic của đoạn. Bài thi GMAT thường sử dụng các đoạn văn khoảng 200 đến 350 từ, xoay quanh các chủ đề khoa học xã hội, khoa học sinh học, vật lý khoa học và kinh doanh. Mỗi đoạn văn sẽ có 3 hoặc nhiều hơn 3 câu hỏi dựa vào nội dung đoạn đó. Các câu hỏi hỏi về ý chính của đoạn, điều tác giả muốn nhấn mạnh, từ đoạn văn có thể suy ra điều gì và thái độ của tác giả ra sao.

## Tổng điểm
Tổng điểm 3 phần khoảng 200 đến 800, 2/3 số người thi đạt điểm từ 400 đến 600,sự phân bố điểm như 1 đường cong, với độ chênh lệch chuẩn là khoảng 100 điểm, có nghĩa là bài thi được thiết kế cho 68% thí sinh đạt điểm từ 400 đến 600, điểm trung bình chung cơ bản là 500. Năm 2005/2006 điểm trung bình là 553.
Phần thi toán và ngôn ngữ được thực hiện trên máy tính. Câu hỏi đầu tiên có thể khó. Câu hỏi tiếp theo trong mỗi lựa chọn có thể được đưa ra theo 500 cấp độ. Nếu thí sinh trả lời đúng thì câu hỏi tiếp theo sẽ khó hơn.Nếu trả lời sai câu hỏi tiếp theo sẽ dễ hơn. Các câu hỏi này được lấy từ 1 kho câu hỏi khổng lồ và gửi đến cho thí sinh phụ thuộc vào số điểm tăng giảm. Các câu hỏi này luôn được cập nhật thường xuyên để tránh bị lộ.
Điểm số cuối cùng không dựa vào câu hỏi cuối cùng thí sinh trả lời (tức là – độ khó của câu hỏi thông qua sự đưa ra của máy tính). Các thuật toán sử dụng để xây dựng số điểm phức tạp hơn thế rất nhiều. Thí sinh có thể mắc phải những lỗi ngớ ngẩn và trả lời sai và máy tính sẽ nhận ra sự bất thường đó.Nếu thí sinh bỏ lỡ câu hỏi đầu tiên thì không nhất thiết số điểm bị xuống 
Ngoài ra các câu hỏi bỏ trống (không làm) thường làm thí sinh bị thiệt nhiều hơn các câu hỏi trả lời sai. Đây là điểm tương phản chính với SAT.
Tất cả điểm và hủy bỏ trong 5 năm trước sẽ ở trong báo cáo điểm của thí sinh, Nếu có 1 sự thay đổi về chính sách trước đó thì 3 điểm cuối cùng sẽ được giữ trong báo cáo điểm.

## Yêu cầu về điểm
Nhiều trường không đưa ra điểm tối thiểu hoặc đưa ra một con số cụ thể.Tuy nhiên các trường thường thông báo số điểm trung bình của học viên mới của họ, số điểm có thể được dùng để tham khảo.
Số điểm để vào được các trường kinh tế hàng đầu theo các bảng xếp hạng thì thường phải trên 600 hoặc trên dưới 700.
Có thể khắc phục số điểm GMAT thấp bằng các thành tích ấn tượng, kết quả học tập ở bậc đại học tốt, quan trọng nhất là tiểu luận xin học có lập luận và tính thuyết phục cao hoặc qua sự giới thiệu của 1 nhóm.

## Lịch sử của GMAT
Năm 1953, tổ chức có tên gọi hiện nay là GMAC (Graduate Management Admission Council) là 1 hội gồm 9 thành viên là các trường kinh tế, có mục đích là phất triển 1 bài thi tiêu chuẩn để giúp các trường kinh tế chọn được những ứng cử viên chất lượng nhập học. Trong năm đầu tiên được đưa ra, bài thi đã được ra 2,000 lần; trong những năm gần đây bài thi được ra hơn 200,000 lần mỗi năm.Ban đầu là điều kiện nhập học của 54 trường, hiện tại bài thi được sử dụng tại hơn 1,500 và 1,800 chương trình quốc tế.
Sau năm 2005, GMAC hiện tại đang quản lý kì thi. Vào ngày 1 tháng 1 năm 2006,GMAC chuyển nhà cung cấp để kết hợp với ACT Inc, nhằm phát triển các câu hỏi trong bài thi và phần mền CAT và Pearson Vue, để chuyển bài thi đến các trung tâm thi trên toàn thế giới.
Ngày 32 tháng 7, GMAC đã thừa nhận 1 vụ bê bối gian lận liên quan đến hơn 6000 người làm bài thi đã đăng ký với trang web ScoreTop.com và có thể đã xem các câu hỏi "sống" đang được sử dụng trong kì thi GMAT. GMAC đã đưa ra các biện pháp nghiêm khác để xử lý bao gồm: hủy bỏ hiệu lực số điểm với những thí sinh đó, thông báo cho những trường đã nhận điểm của họ và cấm tham gia vào các kì thi sau. Ngày 27 tháng 7, GMAC trấn tĩnh những thí sinh tham gia rằng chỉ có những người gian lận qua website của ScoreTop mới bị ảnh hưởng> Tờ Wall Street Journal sau đó đưa tin: có 84 người bị hủy kết quả thi từ vụ bê bối này.
Cũng như để đối phó với các trường hợp đi thi hộ, GMAC sẽ triển khai PalmSecure của Fujitsu (công nghệ quét tĩnh mạch lòng bàn tay) tại các trung tâm thi năm nay> Trung tâm tại Hàn Quốc và kế hoạch để họ có thể tích hợp ở tất cả các trung tâm thi vào tháng 5 năm 2009.
GMAC đã thông báo kế hoạch cho Thế Hệ GMAT tiếp theo sẽ được đưa ra vào năm 2013. Sự khác biệt quốc tế sẽ được xem. Xét nhiều hơn nữa.

## Đăng ký và chuẩn bị
- Thí sinh có thể đăng ký thi GMAT bằng cách liên hệ qua mạng hoặc gọi điện trực tiếp đến các trong tâm thi.Để lập biểu cho 1 bài thi thì phải có 1 cuộc gặp tại 1 trung tâm được chỉ định.
- Thí sinh nghiên cứu các trợ giúp chuẩn bị có sẵn, bao gồm tự học từ sách GMAT, các khóa học chuẩn bị cho GMAT hoặc với gia sư.
- Lệ phí thi 250 đô la Mĩ.

## Lưu ý khác
- Máy tính không được phép sử dụng trong kì thi GMAT. Tính toán phải được thực hiện bằng tay.
- Đồng hồ điện tử đeo tay có thể bị tịch thu trong thời gian làm bài thi.
- Các bài thi thử GMAT có sẵn rất nhiều.